# Mörk eldblomfluga
Mörk eldblomfluga (Tropidia scita) är en tvåvingeart som först beskrevs av Harris 1780.  Mörk eldblomfluga ingår i släktet eldblomflugor, och familjen blomflugor. Arten är reproducerande i Sverige. Inga underarter finns listade i Catalogue of Life.

## Bildgalleri

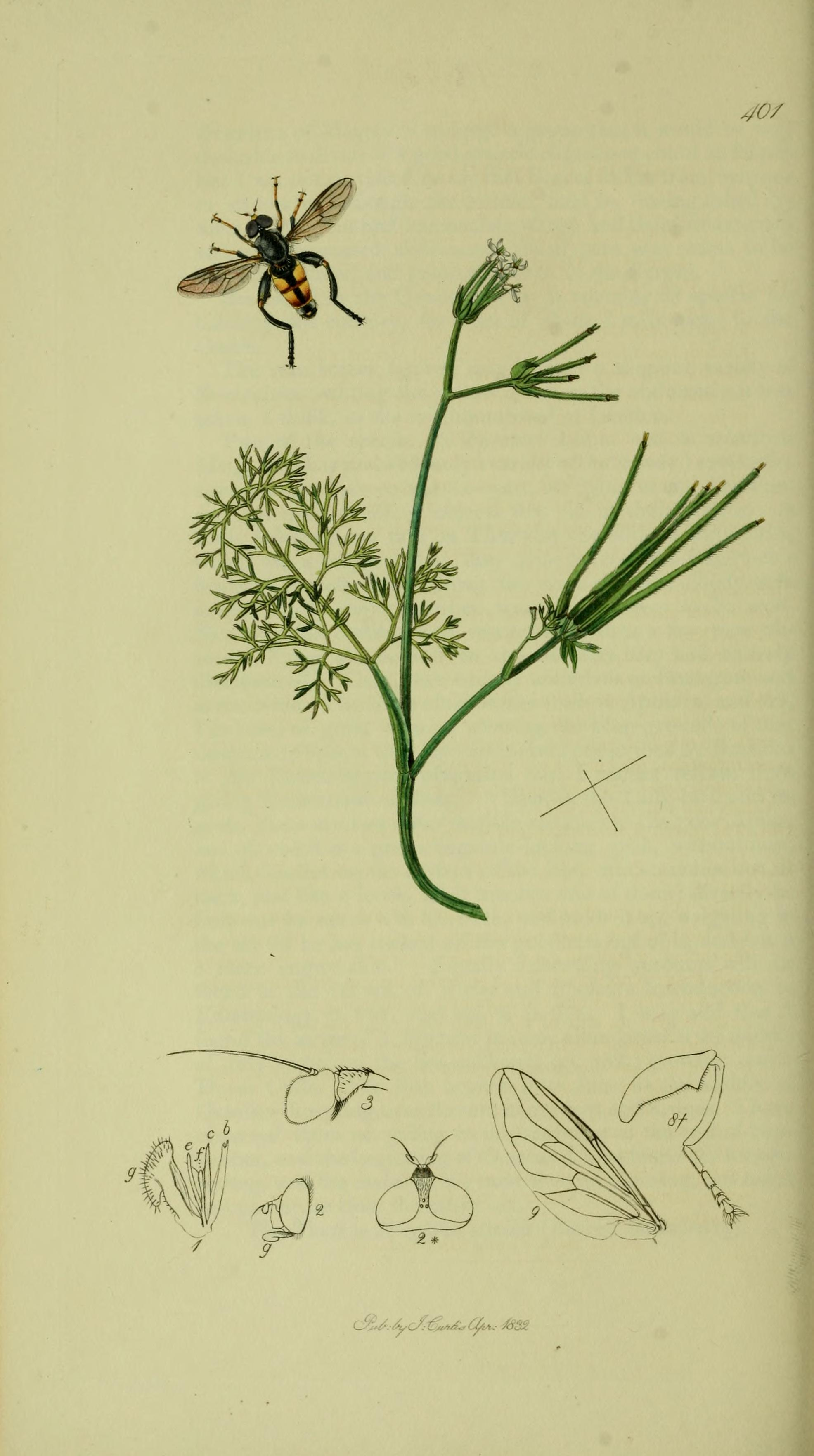
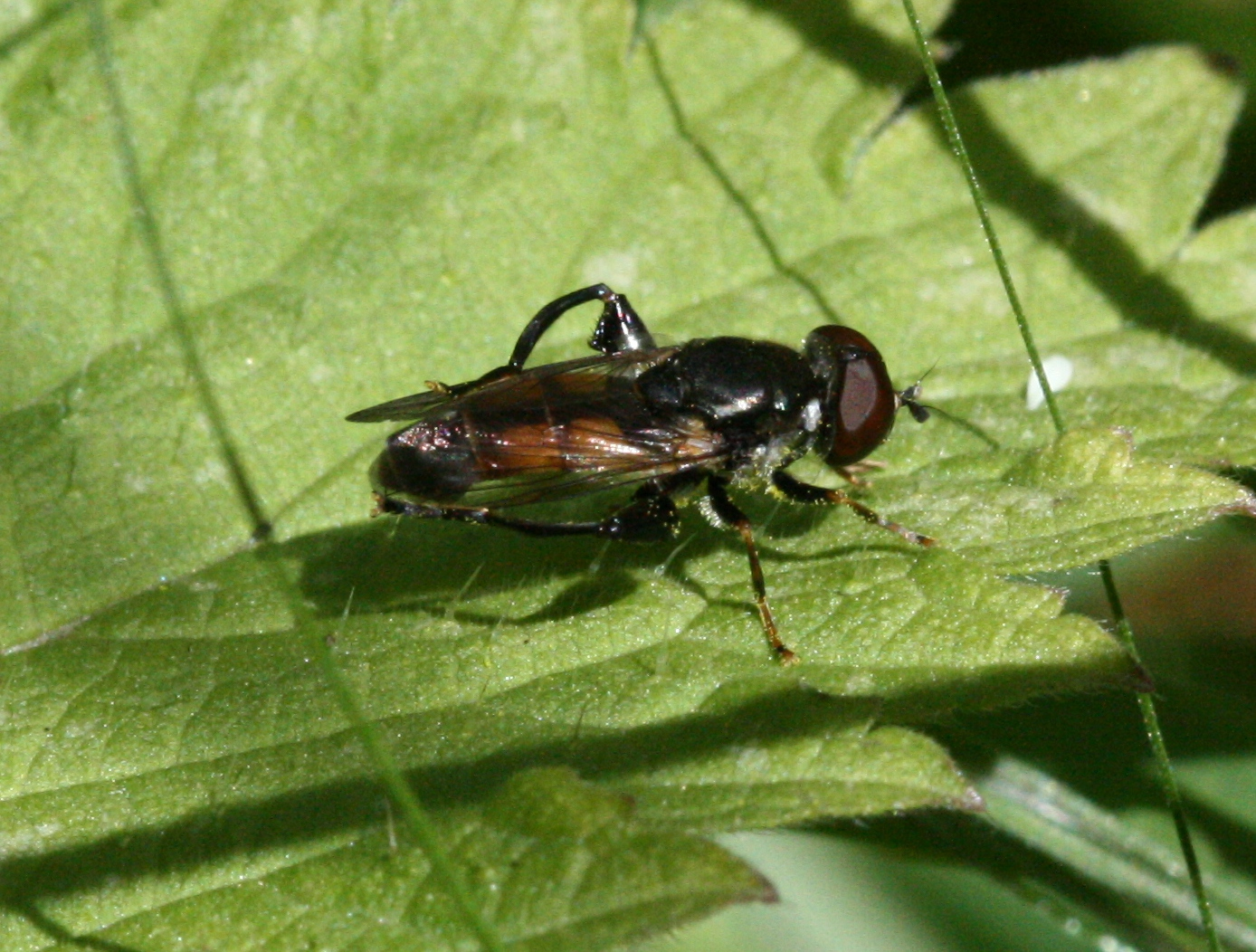